# Boccardia natrix
Boccardia natrix är en ringmaskart som först beskrevs av Söderström 1920.  Boccardia natrix ingår i släktet Boccardia och familjen Spionidae.
Artens utbredningsområde är havet kring Nya Zeeland. Inga underarter finns listade i Catalogue of Life.